# Никитин, Пётр Иванович
Никитин Пётр Иванович (17 июля 1936, Лиски — 26 мая 2005, Черновцы) — советский и украинский театральный актёр. Народный артист УССР (1981).

## Биография
Родился 17 июля 1936 года в селе Лиски Воронежской области.
Окончил среднюю школу № 33 в городе Кривой Рог, после чего работал слесарем на шахте «Большевик» (Кривой Рог), занимался в художественном кружке клуба «Большевик» при шахте.
В 1958—1962 годах учился в Харьковском театральном институте. С 1962 года — актёр Черновицкого украинского музыкально-драматического театра имени Ольги Кобылянской.
Умер 26 мая 2005 года в Черновцах.

## Творческая деятельность
Создал много ярких разноплановых образов, отмеченных глубиной психологического рисунка, реалистичностью, сценической привлекательностью. Особые художественные достижения — образы Савки и Ивоники по произведениям А. Кобылянской «Волчиха» (1963) и «Земля» (1980).
- Яков («Яков Богомолов» М. Горького);
- Облачный («Алмазное жернова» И. Кочерги);
- Николай («Наталка-Полтавка» И. Котляревского);
- Юрий Катрич и Туровец («Очарованная ветряная мельница», «Дума о любви» М. Стельмаха);
- Террачини («Память сердца» А. Корнейчука);
- Дон-Жуан («Каменный хозяин» Л. Украинки);
- капрал («Матушка Кураж и её дети» Б. Брехта);
- Кичатый («Назар Стодоля» Т. Шевченко);
- учитель («Безименная звезда» М. Себестиану);
- Ленин («Кремлёвские куранты» Н. Погодина);
- Лейба («Жидовка-выхрестка» И. Тогобочного);
- Тимофей («Днестровые утёсы» Ю. Федьковича);
- Трикамень («Ветровая дочь» В. Зубаря);
- Андрей («Пламенные сердца» С. Снигура);
- Цыган («Карпатская легенда» Л. Новицкого).

## Награды
- Заслуженный артист УССР (1973);
- Народный артист УССР (1981).